# Taraškevica
Taraškevica (bjrus. тарашкевіца, беларускі клясычны правапіс) je inačica pravopisa bjeloruskoga jezika, koja se temelji na književnom standardu modernoga bjeloruskoga jezika. Prva normalizacija taraškevice, djelo je bjeloruskoga jezikoslovca Branislava Taraškeviča 1918., po kojemu je i dobila ime. Bila je u službenoj uporabi u Bjelorusiji do bjeloruske reforme pravopisa 1933. godine.
Od 1933., taraškevica se neslužbeno koristi u Bjelorusiji i među bjeloruskom dijasporom. 
Ime dolazi od prezimena Branislava Taraškeviča i vjerojatno se taj pojam pojavio prije Drugog svjetskog rata. Godine 1994. uvedena je nova terminologija nazvana "Klasični pravopis", djelo Vincuka Vjačorke, koji je autor i promicatelj suvremene kodifikacije taraškevice. Godine 2005. objavljen je "Klasični bjeloruski pravopis".
Wikipedija na taraškevici imala je 50647 članaka krajem rujna 2013., dok je na bjeloruskom jeziku imala 64196 članaka u isto vrijeme.

## Vanjske poveznice
- Wikipedija na bjeloruskom jeziku (taraškevicom)